# Egon Becker
Egon Becker (* 2. November 1936 in Zweibrücken, Pfalz; † 15. November 2024) war ein deutscher Wissenschaftsforscher und einer der Mitgründer des Instituts für sozial-ökologische Forschung.

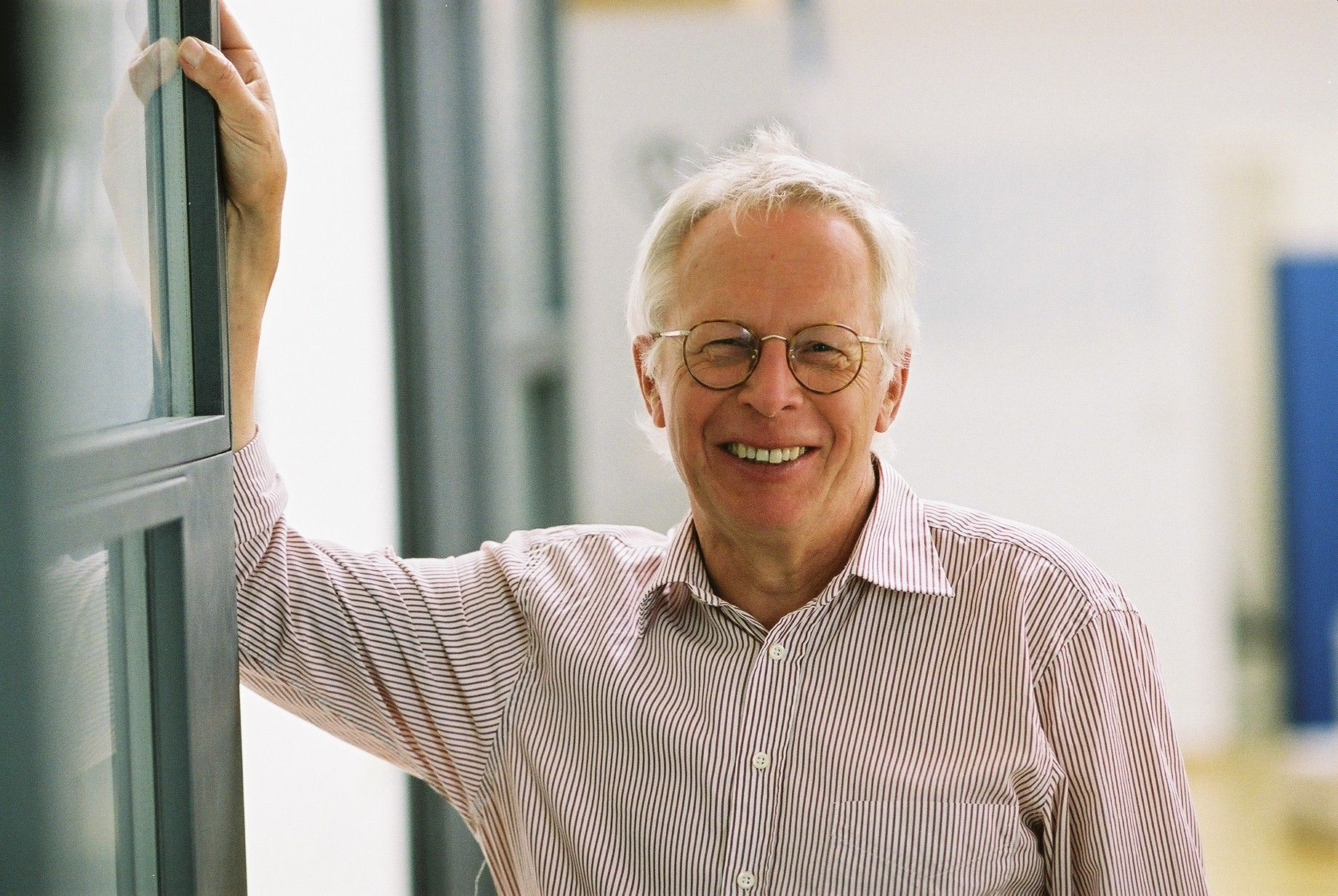
Egon Becker (2013)

## Leben und Wirken

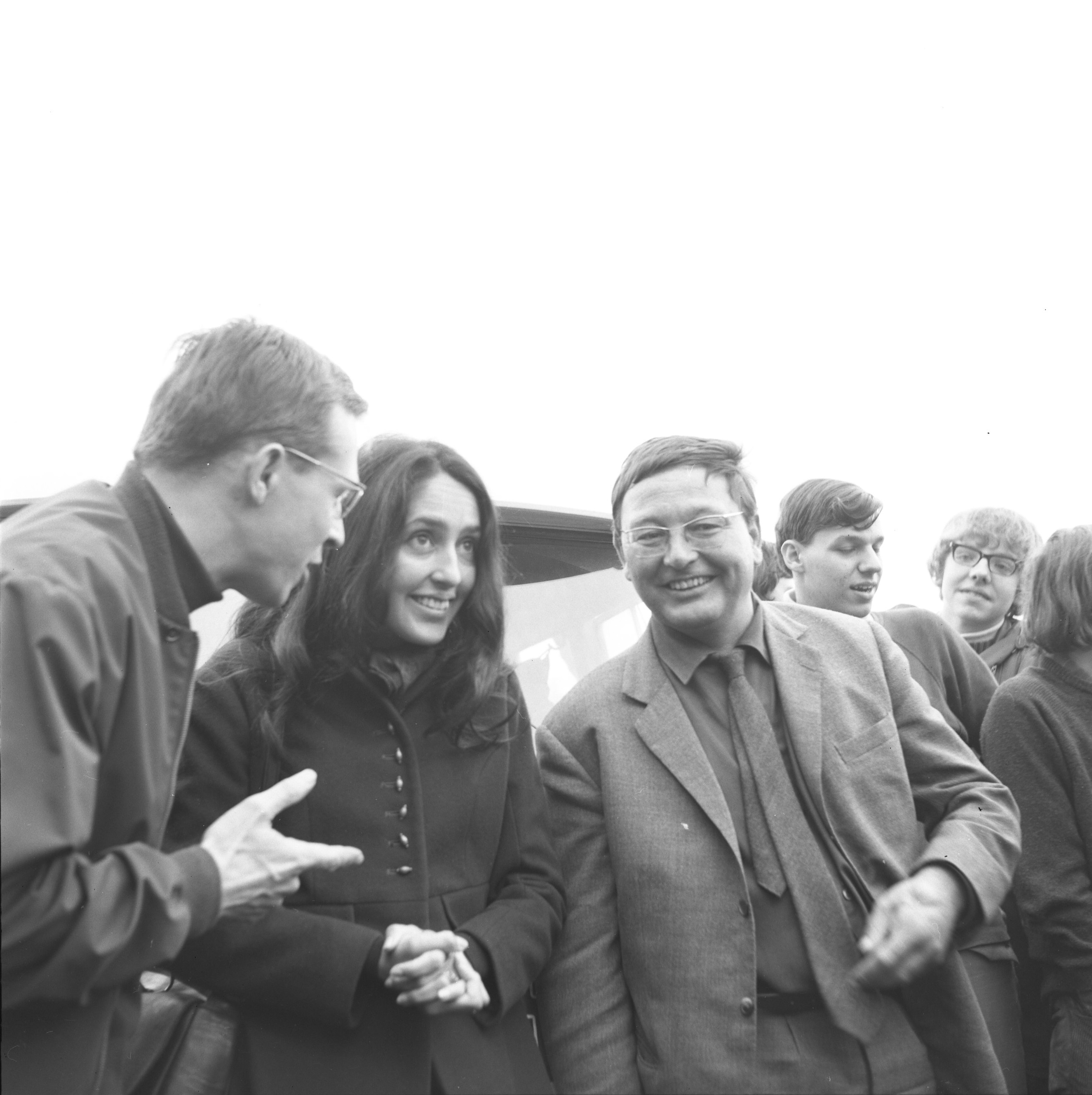
Egon Becker (links) mit Joan Baez und Wolfgang Neuss beim Ostermarsch 1966

Egon Becker studierte nach einer Ausbildung zum Elektriker in Zweibrücken (Pfalz) Nachrichtentechnik an der Staatlichen Ingenieurschule in Darmstadt, dann Mathematik und Physik an der TH Darmstadt sowie Philosophie und Soziologie an der Universität Frankfurt am Main. Nach der Promotion in Theoretischer Festkörperphysik 1967 arbeitete er als Physiker an der Yale University in New Haven (USA) und an der Johann-Wolfgang-Goethe-Universität in Frankfurt am Main. Seit Anfang der 1970er Jahre war er zudem Mitglied der Hochschulassistentenkonferenz und war am Aufbau und der Gründung der Universität Bremen beteiligt.
An der Universität Frankfurt hatte er von 1972 bis 2000 die Professur für Wissenschafts- und Hochschulforschung. Diese war am Fachbereich Erziehungswissenschaften angesiedelt, dessen Dekan er von 1986 bis 1988 war. Becker nahm außerdem zahlreiche Aufgaben in der universitären Selbstverwaltung wahr, war in führenden Positionen in verschiedenen Gremien und im Senat tätig, war Mitglied der Gruppe Demokratische Hochschulreform und als solches u. a. im Lehr- und Studienausschuss engagiert.
Becker war Mitgründer des Instituts für sozial-ökologische Forschung (ISOE) in Frankfurt am Main. Zwischen 1984 und 1993 nahm er Gastprofessuren in Kassel, Rio de Janeiro und Mexiko-Stadt wahr. Als Mitglied der Gruppe 2004 war er Mitverfasser des Memorandums „Hochschule neu denken“. Er war Mitglied im wissenschaftlichen Beirat der Deutschen Gesellschaft für Humanökologie (DGH) sowie der Heinrich-Böll-Stiftung Hessen.
Becker veröffentlichte zahlreiche Beiträge zur Wissenschafts- und Hochschulforschung, zur Wissenschaftstheorie, zu Fragen sozial-ökologischer Transformationen, zur Nachhaltigkeit sowie zu Theorien und Methoden der Sozialen Ökologie. Am  15. November 2024 verstarb Egon Becker im Alter von 88 Jahren.

## Publikationen (Auswahl)

### Bücher
- mit Gerd Jungblut: Strategien der Bildungsproduktion: eine Untersuchung über Bildungsökonomie, Curriculum-Entwicklung u. Didaktik im Rahmen systemkonformer Qualifikationsplanung. Suhrkamp, Frankfurt am Main 1972.
- mit Bernd Wagner: Ökonomie der Bildung. Campus, Frankfurt am Main/New York 1977.
- Curriculare Sackgassen: Probleme sozialtechnologischer Theoriekonstruktionen und curriculumtheoretisch begründeter Planungsstrategien. Skriptor, Königstein 1980.
- als Hrsg.: Reflexionsprobleme der Hochschulforschung: Beiträge zur Theorie- und Methodendiskussion. Beltz, Weinheim 1983.
- als Hrsg.: Umwelt und Entwicklung. Verlag für Interkulturelle Kommunikation, Frankfurt am Main 1992.
- mit Peter Wehling: Risiko Wissenschaft. Ökologische Perspektiven in Wissenschaft und Hochschule. Campus, Frankfurt am Main/New York 1993.
- als Hrsg. mit Thomas Jahn: Sustainability and the Social Sciences. Zed Books, London/New York 1999.
- als Hrsg. mit Thomas Jahn: Soziale Ökologie. Grundzüge einer Wissenschaft von den gesellschaftlichen Naturverhältnissen. Campus, Frankfurt am Main/New York 2006.
- Keine Gesellschaft ohne Natur: Beiträge zur Entwicklung einer Sozialen Ökologie. Campus, Frankfurt am Main, New York 2016.

### Beiträge und Artikel
- Lehramtsausbildung – Illusionen ohne Ende?
- Albert Einstein. In: C. Seelig (Hrsg.): Albert Einstein. Mein Weltbild. Zürich 2005, S. 277–295.
- mit D. Hummel und Th. Jahn: Gesellschaftliche Naturverhältnisse als Rahmenkonzept. In: M. Groß (Hrsg.): Handbuch Umweltsoziologie. Wiesbaden 2011, S. 75–96.
- mit B. Breckling: Border Zones of Ecology and Systems Theory. In: A. Schwarz, K. Jax (Hrsg.): Ecology Revisited. Reflecting on Concepts, Advancing Science. Heidelberg 2011, S. 385–403.
- Naturverhältnisse. In: A. Niederberger, P. Schink (Hrsg.): Globalisierung. Ein interdisziplinäres Handbuch. Stuttgart/Weimar 2011, S. 333–339.
- Nachhaltige Wissensprozesse. Von der klassischen Idee der Universität zur vorsorgenden Wissenschaft. In: H. Egner, M. Schmid (Hrsg.): Jenseits traditioneller Wissenschaft. Zur Rolle der Wissenschaft in einer vorsorgenden Gesellschaft. München 2012, S. 29–48.
- Humanökologisches Systemdenken? Schwierigkeiten mit dem Verbinden heterogener Diskurse. In: K.-H. Simon, F. Tretter (Hrsg.): Systemtheorien und Humanökologie. Positionsbestimmungen in Theorie und Praxis. München 2015, S. 108–148.